# Стшижовиці (Свентокшиське воєводство)
Стшижовиці (пол. Strzyżowice) — село в Польщі, у гміні Опатув Опатовського повіту Свентокшиського воєводства.
Населення — 393 особи (2011).
У 1975-1998 роках село належало до Тарнобжезького воєводства.

## Демографія
Демографічна структура на день 31 березня 2011 року:
|          | Загалом | Допрацездатний вік | Працездатний вік | Постпрацездатний вік |
| -------- | ------- | ------------------ | ---------------- | -------------------- |
| Чоловіки | 203     | 43                 | 132              | 28                   |
| Жінки    | 190     | 34                 | 101              | 55                   |
| Разом    | 393     | 77                 | 233              | 83                   |